# Okręty podwodne typu IA
Okręty podwodne typu IA – niemieckie okręty podwodne (U-Booty) powstałe w 1936 r. jako próba stworzenia dla Kriegsmarine oceanicznego okrętu podwodnego. Ich konstrukcję oparto na projekcie opracowanym przez założone w Holandii w celu obejścia zakazów traktatu wersalskiego niemieckie przedsiębiorstwo IvS.

## Historia
IvS przygotowało projekt tych okrętów dla Hiszpanii jako typ E-1. Duża część struktury okrętu prototypowego została prefabrykowana w Holandii, po czym przetransportowana do Hiszpanii celem ostatecznego montażu. Władze nowo powstałej wówczas Republiki Hiszpańskiej odmówiły jednak zaakceptowania okrętu, który krótko przed ukończeniem w stoczni Echovarrieta y Larringa został w roku 1934 sprzedany w związku z tym Turcji, gdzie służył jako „Gür”. Taki sam projekt wykorzystano dla budowy oceanicznych jednostek dla Kriegsmarine, gdy III Rzesza postanowiła ponownie rozpocząć budowę okrętów podwodnych.
W stoczni AG Weser w Bremie, zbudowano tylko dwie jednostki tego typu dla Niemiec – U-25 i U-26, które miały jednak szereg wad. Jednostki te były niestateczne, zanurzały się powoli, miały problemy z manewrowaniem w zanurzeniu oraz inne mechaniczne usterki. Niemniej jednak oba okręty odnosiły sukcesy w pierwszych miesiącach II wojny światowej. U-25 zatopił osiem jednostek pływających i uszkodził jedną, a U-26 zatopił jedenaście i uszkodził dwie.
1 lipca 1940 roku U-26 został zatopiony w pobliżu Irlandii po tym, jak odniósł uszkodzenia zadane mu przez brytyjską korwetę HMS „Gladiolus” i australijską łódź latającą Short Sunderland. U-25 zatonął na minie niedaleko Terschelling 1 sierpnia 1940 roku. Turecki „Gür” natomiast został skreślony z listy okrętów floty w 1950 roku.